# Begüm Akkaya
Begüm Akkaya (* 8. Februar 1991 in Istanbul) ist eine türkische Schauspielerin.

## Biografie
Begüm Akkaya wurde am 8. Februar 1991 in Istanbul geboren. Sie studierte an der Universität Istanbul. Ihr Debüt gab sie 2005 in der Fernsehserie Beşinci Boyut. Anschließend trat sie 2009 in Kapalıçarşı auf. Unter anderem bekam sie 2011 in Das osmanische Imperium – Harem: Der Weg zur Macht (Muhteşem Yüzyıl) eine Nebenrolle. Ihre erste Hauptrolle bekam sie 2012 in Kuma. 2013 wurde Akkaya für den Film Mavi Dalga gecastet.
Im selben Jahr spielte sie in Nergis Hanım die Hauptrolle. Zwischen 2020 und 2021 setzte sie ihre Karriere in Çukur fort. 2023 bekam sie eine Rolle in Search. Zudem wird Akkaya in dem Film Nefes: Yer Eksi İki zu sehen sein.

## Filmografie (Auswahl)
Filme
- 2008: Aşk Tutulması
- 2010: Hür Adam
- 2010: 72. Koğuş
- 2010: Sessiz Çocuklar
- 2012: Kuma
- 2013: Mavi Dalga
- 2013: Nergis Hanım

Serien
- 2005: Beşinci Boyut
- 2009: Kapalıçarşı
- 2011: Das osmanische Imperium – Harem: Der Weg zur Macht
- 2019: Kurşun
- 2020–2021: Çukur
- 2023: Search
- 2025: Reminder